# Département de Yavi
Pour les articles homonymes, voir Yavi (homonymie).
Le département de Yavi est une des 16 subdivisions de la province de Jujuy, en Argentine. Son chef-lieu est la ville de La Quiaca, point terminal de la fameuse route nationale 40, à la frontière bolivienne.
Le département a une superficie de 2 942 km2 et comptait en 2001, 18 160 habitants.

## Localités
Outre le chef-lieu d'arrondissement, La Quiaca, il faut citer :

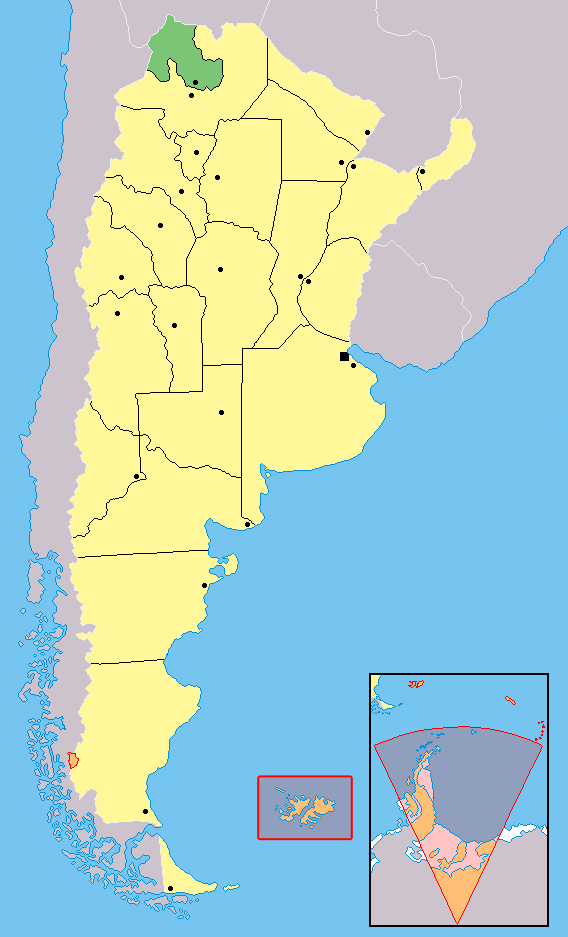
Localisation de la province de Jujuy en Argentine.

- Yavi ;
- Pumahuasi.